# Erythroxylum tenue
Erythroxylum tenue är en tvåhjärtbladig växtart som beskrevs av T. Plowman. Erythroxylum tenue ingår i släktet Erythroxylum och familjen Erythroxylaceae. Inga underarter finns listade i Catalogue of Life.